# Franz von Paula Kiennast
Franz von Paula Dionys Joseph Kiennast, latinisiert Franciscus de Paula Dionysius Josephus Kiennast, (* 1728; † 13. Januar 1793) war ein bayerischer Lehrer und Förderer des Laientheaters.
Ab Mitte des 18. Jahrhunderts war er als Dechant und Schulmeister in Dachau tätig. Dort übernahm er 1759 die Leitung der Dachauer Dilettantenbühne. Mit ihr pflegte er das in bairischer Sprache gehaltene bürgerliche Theaterspiel und das Passionsspiel.
Von ihm stammen mehrere in Mundart verfasste Volksstücke.

## Werke
- Altbairische Possenspiele für die Dachauer Bühne bearbeitet von Franz von Paula Kiennast, herausgegeben von Oskar Brenner, 1893